# Uruguayaans voetbalelftal in 1999
Het Uruguayaans voetbalelftal speelde in totaal elf interlands in het jaar 1999, waaronder zes duels bij de strijd om de Copa América in Paraguay. Daar verloor de ploeg uit Zuid-Amerika in de finale met 3-0 van buurland Brazilië. Bondscoach Víctor Púa werd na het toernooi opgevolgd door de Argentijnse oud-international Daniel Passarella, die op 18 augustus 1999 voor het eerst op de bank zat bij de Celeste. Passarella was ’s lands eerste bondscoach zonder de Uruguayaanse nationaliteit. Op de FIFA-wereldranglijst steeg Uruguay in 1999 van de 63ste (januari 1999) naar de 46ste plaats (december 1999).

## Balans
| Wedstrijden | Wedstrijden | Wedstrijden | Wedstrijden | Doelpunten | Doelpunten | Doelpunten | Punten |
| Gespeeld    | Winst       | Gelijk      | Verlies     | Voor       | Tegen      | Saldo      | Punten |
| ----------- | ----------- | ----------- | ----------- | ---------- | ---------- | ---------- | ------ |
| 11          | 4           | 3           | 4           | 14         | 16         | –2         | 1.000  |

## Interlands
|                                 |                                       |       |                                                                   | |
| 17 juni Vriendschappelijk № 640 | Paraguay                              | 2 – 3 | Uruguay                                                           | Estadio Antonio Oddone Sarubi, Ciudad del Este Toeschouwers: 22.000 Scheidsrechter: Ángel Sánchez (ARG) |
| 17 juni Vriendschappelijk № 640 | Roque Santa Cruz 37' Delio Toledo 78' |       | 11' Gabriel Álvez 12' Federico Magallanes 20' Federico Magallanes | Estadio Antonio Oddone Sarubi, Ciudad del Este Toeschouwers: 22.000 Scheidsrechter: Ángel Sánchez (ARG) |

| Copa América 1999 |
| ----------------- |

|                                   |         |                    |          |                                                                                                 |
| 1 juli Copa América Groep C № 641 | Uruguay | 0 – 1              | Colombia | Estadio General Pablo Rojas, Asunción Toeschouwers: 3.000 Scheidsrechter: Wilson Mendonça (BRA) |
| 1 juli Copa América Groep C № 641 |         | 20' Víctor Bonilla |          | Estadio General Pablo Rojas, Asunción Toeschouwers: 3.000 Scheidsrechter: Wilson Mendonça (BRA) |

|                                   |                                           |       |                   |                                                                                           |
| 4 juli Copa América Groep C № 642 | Uruguay                                   | 2 – 1 | Ecuador           | Estadio Feliciano Cáceres, Luque Toeschouwers: 18.000 Scheidsrechter: Mario Sánchez (CHI) |
| 4 juli Copa América Groep C № 642 | Marcelo Zalayeta 72' Marcelo Zalayeta 74' |       | 78' Iván Kaviedes | Estadio Feliciano Cáceres, Luque Toeschouwers: 18.000 Scheidsrechter: Mario Sánchez (CHI) |

|                                   |         |                                     |            |                                                                                             |
| 7 juli Copa América Groep C № 643 | Uruguay | 0 – 2                               | Argentinië | Estadio Feliciano Cáceres, Luque Toeschouwers: 20.000 Scheidsrechter: Masayoshi Okada (JPN) |
| 7 juli Copa América Groep C № 643 |         | 1' Kily González 56' Martín Palermo |            | Estadio Feliciano Cáceres, Luque Toeschouwers: 20.000 Scheidsrechter: Masayoshi Okada (JPN) |

|                                        |                                                                                  |       |                                                                      |                                                                                              |
| 10 juli Copa América Kwartfinale № 644 | Uruguay                                                                          | 1 – 1 | Paraguay                                                             | Estadio Defensores del Chaco, Asunción Toeschouwers: 30.767 Scheidsrechter: Óscar Ruiz (COL) |
| 10 juli Copa América Kwartfinale № 644 | Marcelo Zalayeta 65'                                                             |       | 15' Miguel Ángel Benítez                                             | Estadio Defensores del Chaco, Asunción Toeschouwers: 30.767 Scheidsrechter: Óscar Ruiz (COL) |
| 10 juli Copa América Kwartfinale № 644 | Strafschoppen                                                                    |       |                                                                      | Estadio Defensores del Chaco, Asunción Toeschouwers: 30.767 Scheidsrechter: Óscar Ruiz (COL) |
| 10 juli Copa América Kwartfinale № 644 | Andrés Fleurquin Gianni Guigou Diego Alonso Marcelo Zalayeta Federico Magallanes | 5 – 3 | Roberto Acuña Carlos Gamarra Julio César Enciso Miguel Ángel Benítez | Estadio Defensores del Chaco, Asunción Toeschouwers: 30.767 Scheidsrechter: Óscar Ruiz (COL) |

|                                         |                                                                                  |       |                                                      |                                                                                                |
| 13 juli Copa América Halve finale № 645 | Uruguay                                                                          | 1 – 1 | Chili                                                | Estadio Defensores del Chaco, Asunción Toeschouwers: 7.000 Scheidsrechter: Ubaldo Aquino (PAR) |
| 13 juli Copa América Halve finale № 645 | Alejandro Lembo 22'                                                              |       | 73' Iván Zamorano                                    | Estadio Defensores del Chaco, Asunción Toeschouwers: 7.000 Scheidsrechter: Ubaldo Aquino (PAR) |
| 13 juli Copa América Halve finale № 645 | Strafschoppen                                                                    |       |                                                      | Estadio Defensores del Chaco, Asunción Toeschouwers: 7.000 Scheidsrechter: Ubaldo Aquino (PAR) |
| 13 juli Copa América Halve finale № 645 | Martín del Campo Gianni Guigou Diego Alonso Marcelo Zalayeta Federico Magallanes | 5 – 3 | Jorge Vargas Mauricio Aros David Pizarro Pedro Reyes | Estadio Defensores del Chaco, Asunción Toeschouwers: 7.000 Scheidsrechter: Ubaldo Aquino (PAR) |

|                                   |                                     |       |         |                                                                                             |
| 18 juli Copa América Finale № 646 | Brazilië                            | 3 – 0 | Uruguay | Estadio Defensores del Chaco, Asunción Toeschouwers: 7.000 Scheidsrechter: Óscar Ruiz (COL) |
| 18 juli Copa América Finale № 646 | Rivaldo 20' Rivaldo 27' Ronaldo 46' |       |         | Estadio Defensores del Chaco, Asunción Toeschouwers: 7.000 Scheidsrechter: Óscar Ruiz (COL) |

|  |  |  |  |  |  |  |  |  |

|                                     |                                                                                             |       |                                                                       |                                                                                          |
| 18 augustus Vriendschappelijk № 647 | Uruguay                                                                                     | 5 – 4 | Costa Rica                                                            | Estadio Centenario, Montevideo Toeschouwers: 16.000 Scheidsrechter: Robert Troxler (PAR) |
| 18 augustus Vriendschappelijk № 647 | Marcelo Otero 9' Fabián Coelho 30' Fabián O'Neill 50' Antonio Pacheco 54' Marcelo Otero 73' |       | 8' Rónald Gómez 60' Rónald Gómez 68' Rolando Fonseca 74' Steven Bryce | Estadio Centenario, Montevideo Toeschouwers: 16.000 Scheidsrechter: Robert Troxler (PAR) |

|                                     |                                          |       |           |                                                                                         |
| 8 september Vriendschappelijk № 648 | Uruguay                                  | 2 – 0 | Venezuela | Estadio Centenario, Montevideo Toeschouwers: 12.000 Scheidsrechter: Ángel Sánchez (ARG) |
| 8 september Vriendschappelijk № 648 | Antonio Pacheco 25' Marcelo Zalayeta 88' |       |           | Estadio Centenario, Montevideo Toeschouwers: 12.000 Scheidsrechter: Ángel Sánchez (ARG) |

|                                    |         |       |         |                                                                                          |
| 12 oktober Vriendschappelijk № 649 | Uruguay | 0 – 0 | Ecuador | Estadio Centenario, Montevideo Toeschouwers: 8.000 Scheidsrechter: Carlos Amarilla (PAR) |
| 12 oktober Vriendschappelijk № 649 |         |       |         | Estadio Centenario, Montevideo Toeschouwers: 8.000 Scheidsrechter: Carlos Amarilla (PAR) |

|                                     |         |                          |          |                                                                                             |
| 17 november Vriendschappelijk № 650 | Uruguay | 0 – 1                    | Paraguay | Estadio Domingo Burgueño, Maldonado Toeschouwers: 18.000 Scheidsrechter: Carlos Simon (BRA) |
| 17 november Vriendschappelijk № 650 |         | 11' Miguel Ángel Benítez |          | Estadio Domingo Burgueño, Maldonado Toeschouwers: 18.000 Scheidsrechter: Carlos Simon (BRA) |

## FIFA-wereldranglijst
| JAN | FEB | MAR | APR | MEI | JUN | JUL | AUG | SEP | OKT | NOV | DEC |
| --- | --- | --- | --- | --- | --- | --- | --- | --- | --- | --- | --- |
| 63  | 65  | 65  | 67  | 67  | 74  | 42  | 43  | 41  | 42  | 42  | 46  |

## Statistieken
| Fabián Carini       | 1979-12-26 | Danubio FC           | 10 | 0 | 0 | 10 | 0  |
| Álvaro Núñez        | 1973-05-11 | CD Numancia          | 1  | 0 | 0 | 1  | 0  |
| Verdediging         |            |                      |    |   |   |    |    |
| Alejandro Lembo     | 1978-02-15 | CA Bella Vista       | 8  | 1 | 1 | 9  | 1  |
| Federico Bergara    | 1971-12-29 | Club Nacional        | 8  | 0 | 0 | 8  | 0  |
| Fernando Picún      | 1972-02-14 | Urawa Red Diamonds   | 5  | 2 | 0 | 9  | 0  |
| Diego López         | 1974-08-22 | Cagliari Calcio      | 5  | 1 | 0 | 22 | 0  |
| Martín del Campo    | 1975-05-24 | Club Nacional        | 5  | 0 | 0 | 5  | 0  |
| Paolo Montero       | 1971-09-03 | Juventus             | 4  | 0 | 0 | 29 | 2  |
| Gustavo Méndez      | 1971-02-03 | Torino               | 2  | 0 | 0 | 32 | 0  |
| Middenveld          |            |                      |    |   |   |    |    |
| Fabián Coelho       | 1977-01-20 | Club Nacional        | 9  | 1 | 1 | 11 | 1  |
| Andrés Fleurquin    | 1975-02-08 | Sturm Graz           | 7  | 0 | 0 | 8  | 0  |
| Gianni Guigou       | 1975-02-22 | Club Nacional        | 4  | 6 | 0 | 10 | 0  |
| Pablo García        | 1977-05-11 | Atlético Madrid B    | 4  | 1 | 0 | 11 | 0  |
| Líber Vespa         | 1971-10-18 | Rosario Central      | 4  | 1 | 0 | 12 | 0  |
| Leonel Pilipauskas  | 1975-05-18 | Atlético Madrid      | 4  | 0 | 0 | 4  | 0  |
| Marcelo Romero      | 1976-07-04 | Peñarol              | 3  | 1 | 0 | 13 | 0  |
| Fabián O'Neill      | 1973-10-14 | Cagliari Calcio      | 3  | 0 | 1 | 8  | 1  |
| Gustavo Poyet       | 1967-11-15 | Chelsea FC           | 2  | 0 | 0 | 24 | 3  |
| Christian Callejas  | 1978-05-17 | Danubio FC           | 1  | 4 | 0 | 9  | 1  |
| Álvaro Recoba       | 1976-03-17 | Inter Milaan         | 1  | 1 | 0 | 19 | 6  |
| Gabriel Cedrés      | 1970-03-03 | Peñarol              | 1  | 0 | 0 | 23 | 4  |
| Horacio Peralta     | 1982-06-03 | Danubio FC           | 0  | 1 | 0 | 1  | 0  |
| Inti Podestá        | 1978-04-23 | Sevilla FC           | 0  | 1 | 0 | 1  | 0  |
| Aanval              |            |                      |    |   |   |    |    |
| Marcelo Zalayeta    | 1978-12-05 | Sevilla FC           | 9  | 1 | 4 | 15 | 6  |
| Gabriel Álvez       | 1974-12-26 | Club Nacional        | 6  | 1 | 1 | 7  | 1  |
| Federico Magallanes | 1976-08-22 | Racing Santander     | 6  | 0 | 2 | 9  | 2  |
| Antonio Pacheco     | 1976-04-11 | Peñarol              | 3  | 5 | 2 | 11 | 3  |
| Marcelo Otero       | 1971-04-14 | Sevilla FC           | 3  | 0 | 2 | 24 | 10 |
| Nicolás Olivera     | 1978-05-30 | Sevilla FC           | 1  | 1 | 0 | 7  | 3  |
| Rubén da Silva      | 1968-04-11 | Tecos de Guadalajara | 1  | 0 | 0 | 21 | 3  |
| Juan González       | 1972-05-27 | Real Oviedo          | 1  | 0 | 0 | 4  | 0  |
| Diego Alonso        | 1975-04-16 | Gimnasia y Esgrima   | 0  | 3 | 0 | 3  | 0  |

AUF · A-internationals · Selecties · Bondscoaches · Uruguayaans vrouwenelftal · Olympisch elftal · Uruguay U21 · Uruguay U20 · Uruguay U19 · Uruguay U18 · Uruguay U17
1900 – 1909 ·
1910 – 1919 ·
1920 – 1929 ·
1930 – 1939 ·
1940 – 1949 ·
1950 – 1959 ·
1960 – 1969 ·
1970 – 1979 ·
1980 – 1989 ·
1990 – 1999 ·
2000 – 2009 ·
2010 – 2019 ·
2020 – 2029
WK 1930 · 
WK 1950 · 
WK 1954 · 
WK 1962 · 
WK 1966 · 
WK 1970 ·
WK 1974 · 
WK 1986 · 
WK 1990 · 
WK 2002 · 
WK 2010 · 
WK 2014 · 
WK 2018
OS 1924 · 
OS 1928 ·
OS 2012
1902 · 
1903 · 
1904 · 
1905 · 
1906 · 
1907 · 
1908 · 
1909 ·
1910 · 
1911 · 
1912 · 
1913 · 
1914 · 
1915 · 
1916 · 
1917 · 
1918 · 
1919 ·
1920 · 
1921 · 
1922 · 
1923 · 
1924 · 
1925 · 
1926 · 
1927 · 
1928 · 
1929 ·
1930 · 
1931 · 
1932 · 
1933 · 
1934 · 
1935 · 
1936 · 
1937 · 
1938 · 
1939 ·
1940 · 
1941 · 
1942 · 
1943 · 
1944 · 
1945 · 
1946 · 
1947 · 
1948 · 
1949 ·
1950 · 
1951 · 
1952 · 
1953 · 
1954 · 
1955 · 
1956 · 
1957 · 
1958 · 
1959 ·
1960 · 
1961 · 
1962 · 
1963 · 
1964 · 
1965 · 
1966 · 
1967 · 
1968 · 
1969 ·
1970 · 
1971 · 
1972 · 
1973 · 
1974 · 
1975 · 
1976 · 
1977 · 
1978 · 
1979 ·
1980 · 
1981 · 
1982 · 
1983 · 
1984 · 
1985 · 
1986 · 
1987 · 
1988 · 
1989 ·
1990 ·
1991 · 
1992 · 
1993 · 
1994 · 
1995 · 
1996 · 
1997 · 
1998 · 
1999 · 
2000 · 
2001 · 
2002 · 
2003 · 
2004 · 
2005 · 
2006 · 
2007 · 
2008 · 
2009 · 
2010 · 
2011 · 
2012 · 
2013 · 
2014 · 
2015 · 
2016 ·
2017 ·
2018 ·
2019 ·
2020 ·
2021 ·
2022 ·
2023 ·
2024
Algerije ·
Angola ·
Argentinië ·
Australië ·
België ·
Bolivia ·
Brazilië ·
Bulgarije ·
Canada ·
Chili ·
China ·
Colombia ·
Costa Rica ·
Cuba ·
DDR ·
Denemarken ·
Duitsland ·
Ecuador ·
Egypte ·
Engeland ·
Estland ·
 Finland ·
Frankrijk ·
Georgië ·
Ghana ·
Guatemala ·
Haïti ·
Honduras ·
Hongarije ·
Ierland ·
India ·
Indonesië ·
Irak ·
Iran ·
Israël ·
Italië ·
Ivoorkust ·
Jamaica ·
Japan ·
Joegoslavië ·
Jordanië ·
Libië ·
Luxemburg ·
Maleisië ·
Mexico ·
Marokko ·
Nederland ·
Nicaragua ·
Nieuw-Zeeland ·
Nigeria ·
Noord-Ierland ·
Noorwegen ·
Oekraïne ·
Oezbekistan ·
Oman ·
Oostenrijk ·
Panama ·
Paraguay ·
Peru ·
Polen ·
Portugal ·
Roemenië ·
Rusland ·
Saarland ·
Saoedi-Arabië ·
Schotland ·
Senegal ·
Servië & Montenegro ·
Singapore ·
Slovenië ·
Sovjet-Unie ·
Spanje ·
Tahiti ·
Thailand ·
Trinidad en Tobago · 
Tsjechië ·
Tsjecho-Slowakije ·
Tunesië · 
Turkije ·
Venezuela ·
Verenigde Arabische Emiraten ·
Verenigde Staten ·
Wales ·
Zuid-Afrika ·
Zuid-Korea ·
Zweden ·
Zwitserland
Argentinië (1986) ·
België (1990) ·
Brazilië (1950) · 
Colombia (2014) ·
Costa Rica (2014) ·
Denemarken (1986) ·
Denemarken (2002) ·
Duitsland (2010) ·
Egypte (2018) ·
Engeland (2014) ·
Frankrijk (2002) ·
Frankrijk (2010) ·
Frankrijk (2018) ·
Ghana (2010) ·
Italië (1990) ·
Italië (2014) ·
Mexico (2010) ·
Nederland (1974) ·
Nederland (2010) ·
Portugal (2018) ·
Rusland (2018) ·
Saoedi-Arabië (2018) ·
Schotland (1986) ·
Senegal (2002) ·
Spanje (1990) ·
West-Duitsland (1986) ·
Zuid-Afrika (2010) ·
Zuid-Korea (1990) ·
Zuid-Korea (2010)